# Carrer de l'Hospital (Llagostera)
El carrer de l'Hospital de Llagostera forma un conjunt inclòs en l'Inventari del Patrimoni Arquitectònic de Catalunya. Està format per cases unifamiliars entre mitgeres, amb parets portants de pedra morterada i cobertes de teula. Aquestes ocupen parcel·les rectangulars allargassades. La majoria d'obertures són amb llinda horitzontal i carreus de pedra.
El nom d'aquest carrer bé donat per l'existència de l'Hospital de la vila que ocupa el mateix lloc que l'antic edifici, situat al peu del suport del creixement durant el s. XVIII, tot conformant el raval de l'Hospital.